# Inhulec
Inhulec popř. Malý Inhul (ukrajinsky Інгулець, rusky Ингулец nebo Малый Ингул) je řeka v Kirovohradské, v Dněpropetrovské, v Mykolajivské a v Chersonské oblasti na Ukrajině. Je 549 km dlouhá. Povodí má rozlohu 13 700 km².

## Průběh toku
Pramení v Kirovohradské oblasti na Přidněprovské vysočině, přes kterou také protéká na horním a středním toku. Na dolním toku protéká Černomořskou nížinou. U města Cherson se vlévá zprava do Dněpru, jsouc jeho posledním přítokem před ústím do Černého moře.

### Přítoky
Největším přítokem je zprava Visuň. V Kryvém Rihu přijímá řeku Saksahaň.

## Vodní stav
Zdrojem vody jsou převážně sněhové srážky. Průměrný průtok vody u vesnice Mohylivka činí 0,32 m³/s. Zamrzá ve druhé polovině prosince a rozmrzá ve druhé polovině března.

## Využití
Vodní doprava je možná v délce 109 km od ústí. Na řece leží města Oleksandrija, Kryvyj Rih, Inhulec a Snihurivka. Voda z řeky se využívá v Inhuleckém zavlažovacím a zavodňovacím systému. V povodí řeky se nachází Kryvorižské železnorudné naleziště.
Na řece se u Kryvého Rihu nachází Karačunivská vodní nádrž.
Během ruské invaze na Ukrajinu v roce 2022 tvořila řeka frontovou linii, o osadu Davidův Brod (Давидів Брід, Davydiv Brid) se svedly četné boje.